# Как
Как, Какус (на латински: Cacus; от гръцки: κακός, kakós – „лош“) в римската митология е огромен огнедишащ великан–човекоядец, син на Вулкан и брат на Кака. Той живее в пещера в склона на Авентин (според друга версия на Палатин), която декорира с черепите и костите на своите жертви. Проперций го описва като чудовище с три усти, вероятно поради връзката на мита за Как с мита за Герион. През древните времена имало един Atrium Caci и Scalae Caci, които водели от Палатин към Бичия форум. 

Според мита Как открадва от Херкулес четири бика и четири крави от тези, които Херкулес е отнел от Герион и за да обърка героя и заличи следите си, ги вкарва в пещерата си, дърпайки ги за опашките. Херкулес открива крадеца по мученето на кравите и го убива. Според друга версия пещерата е посочена на Хуркулес от Кака.

Според разказа на Диодор Сицилийски, Как живее на Палатинския хълм и първоначално оказва радушен прием на Херкулес. Според Дионисий Халикарнаски, след кражбата на кравите и убийството на Как, Херкулес разрушава пещерата му и издига там олтар на Зевс.

Според евхемеристическото тълкуване, Как е варварски вожд, победен от гръцките войски, водени от Херкулес.

## В литературата
- У Вергилий (Енеида, VIII, 193 – 267) Как е описан като „Как – полузвярът“, издишващ „тъмни огньове ... през устата“.[7]
- В „Божествена комедия“ Данте Алигиери го представя като кентавър и го поставя в осмия кръг на ада, където да изкупува греховете си.